# Діброва Валерій Григорович
Діброва Валерій Григорович (*18 червня 1953, с. Руснів Володимир-Волинського району Волинської області) — український політик. Директор товариства «П'ятидні» (Волинська область).

## Освіта
З 1971 по 1976 р. навчався у Львівському сільськогосподарському інституті, який закінчив за спеціальністю «Механізація сільського господарства», інженер-механік.

## Трудова діяльність
1976–1978 р.р. інженер-механік колгоспу «Радянська Україна» Володимир-Волинського району.
1978–1980 р.р. начальник відділу Володимир-Волинського районного об'єднання «Сільгоспхімія».
1980–1983 р.р. заступник начальника Володимир-Волинського районного управління сільського господарства.
1983–1985 р.р. заступник голови колгоспу ім. XXII з'їзду КПРС Володимир-Волинського району.
1985 р. і по даний час голова даного колгоспу, який у 1989 р. реферовано у спілку селянських господарств «П'ятидні», а у 2005 р. реформовано у ТОВ «П'ятидні»., директором якого є по даний час.

## Громадська діяльність
1994–1999 р.р. — депутат Волинської обласної ради.
1998–2002 р.р. — Народний депутат України ІІІ скликання.
Неодноразово обирався депутатом Володимир-Волинської районної ради.
2006–2010 р.. — депутат Волинської обласної ради — голова постійної комісії обласної ради з питань сільського господарства, продовольства, інвестування села та земельних відносин (Український народний блок Костенка і Плюща).
З 2008 р. — член партії «Єдиний Центр», член президії ВОО партії «Єдиний Центр».

## Сім'я
- Дружина Діброва Валентина Вікторівна, 1951 р.н.;
- дочка Діброва Ірина Валеріївна, 1978 р.н.;
- син — Діброва Віктор Валерійович, 1983 р.н.;
- син — Діброва Олександр Валерійович, 1983 р.н.

## Нагороди та звання
- Орден «За заслуги» I ст. (27 червня 2013) — за значний особистий внесок у державне будівництво, соціально-економічний, науково-технічний, культурно-освітній розвиток України, вагомі трудові здобутки та високий професіоналізм[1]
- Орден «За заслуги» II ст. (18 листопада 2011) — за вагомі трудові досягнення, значний особистий внесок у розвиток агропромислового комплексу, багаторічну сумлінну працю та високий професіоналізм[2]
- Орден «За заслуги» III ст. (21 серпня 2001) — за значний особистий внесок у соціально-економічний та культурний розвиток України, вагомі трудові досягнення та з нагоди 10-ї річниці незалежності України[3]
- Орден «Знак Пошани» (1991)
- Заслужений працівник сільського господарства України (23 серпня 2005) — за значний особистий внесок у соціально-економічний, науковий та культурний розвиток України, вагомі трудові здобутки та активну громадську діяльність[4]
- Почесні грамоти Президій Верховної Ради УРСР та Верховної Ради України.
- Почесний громадянин Володимир-Волинського району.